# ASCOR
Die Asociația Studenților Creștini Ortodocși din România (ASCOR), übersetzt Verband der christlich-orthodoxen Studierenden Rumäniens, ist eine Studierendenorganisation der Rumänisch-Orthodoxen Kirche. Der Verband bietet vor allem religiöse, kulturelle und akademische Veranstaltungen an.

## Der Verband
ASCOR wurde nach der Rumänischen Revolution im Jahr 1990 gegründet und umfasst heute ca. 20.000 orthodoxe Studierende in Rumänien. Der Verband gliedert sich in Filialen, die den Bischöfen der einzelnen Diözesen Rumäniens unterstehen und sich auf die Arbeit an den Universitäten im Gebiet dieser Diözesen beschränken. Wer Mitglied bei ASCOR werden will, muss sich einen geistlichen Vater suchen, der eine Aufnahmeempfehlung abgibt. Die Diözese entscheidet letztlich über die Aufnahme. Zu den Pflichten der Mitglieder gehören das tägliche Gebet, der Besuch der Göttlichen Liturgie und in der Regel eines speziellen Abendgottesdienstes von ASCOR. Darüber hinaus ist die Mitgliedschaft durch die moralischen Vorschriften der orthodoxen Kirche geprägt wie das Einhalten der Fastenzeiten, Nichtrauchen, Keuschheit u. a.
ASCOR ist Mitglied in weiteren orthodoxen Jugenddachverbänden wie SYNDESMOS - The World Fellowship of Orthodox Youth.

## Orthodoxe Jugendarbeit in Rumänien
ASCOR bildet die größte Jugendbewegung der Rumänisch-Orthodoxen Kirche. Daneben gibt es die in vielen Städten vertretene Liga Tineretului Creștin Ortodox, übersetzt Christlich-orthodoxe Jugendliga. Ansonsten beschränkt sich die Jugendarbeit der Rumänisch-Orthodoxen Kirche auf die einzelnen Gemeinden vor Ort.